# Tellenlied
Das Bundeslied bzw. Tellenlied ist ein patriotisches Lied der Alten Eidgenossenschaft.
Es wurde zur Zeit der Burgunderkriege (1470er) geschrieben. Das älteste erhaltene Manuskript stammt von 1501, die älteste Druckausgabe von 1545.
Es besteht aus sechszeiligen Strophen mit dem Reimschema A-A-B-C-C-B.
Es gehört zu den ältesten existierenden Aufzeichnungen der Sage des Schweizer Nationalhelden Wilhelm Tell.
Es ist auch als Altes Tellenlied bekannt, um es von späteren Liedern desselben Namens zu unterscheiden, wie das von Hieronymus Muheim (1613) oder das von Johann Caspar Lavater (1767), und als Lied von der Entstehung der Eidgenossenschaft.

## Dichtung
Das Lied wurde in mehreren Schritten im späten 15. Jahrhundert geschrieben. Da es mit dem Tod Karls des Kühnen endet, kann es nicht vor 1477 fertiggestellt worden sein; aber da Strophe 21 das Herzogtum Mailand als Verbündeten der Eidgenossenschaft erwähnt, wurde dieser Teil vermutlich früher, also 1474 oder 1475, geschrieben, da sich der Herzog Galeazzo Maria Sforza 1475 mit Burgund verbündete und dieses militärisch gegen die Schweizer unterstützte. Wäre das Lied in 1477 geschrieben worden, wäre Mailand deshalb wohl kaum erwähnt worden.
Die frühste Fassung des Liedes umfasste wohl nur die Strophen 1 bis 13 (die Tellensage), während die späteren Strophen während der Burgunderkriege hinzugefügt wurden.
Die frühste Aufzeichnung des Gedichtes ist ein Manuskript von Ludwig Sterner von 1501 unter dem Titel von der eidgenossen pundt (vom Bund der Eidgenossen). Der Text wurde dann erstmals 1545 von Augustin Fries unter dem Titel Ein hüpsch lied vom ursprung der Eydgnoschaft und dem ersten Eydgnossen Wilhelm Thell genannt, ouch von dem bundt mit sampt einer Eydgnoschafft wider hertzog Karle von Burgund, und wie er erschlagen ist worden. gedruckt. Eine spätere Ausgabe wurde 1623 von Johann Schröter gedruckt.
Obwohl Max Wehrli, der letzte Bearbeiter des Textes, annimmt, dass das Lied im Kanton Uri geschrieben wurde (Strophe 2 erwähnt explizit Uri als Ort des Apfelschusses und Geburtsort der Eidgenossenschaft), ist der geographische Ursprung bis heute umstritten.

## Struktur und Synopsis
Die Standardversion des Lieds von der Entstehung der Eidgenossenschaft besteht aus 35 sechszeiligen Strophen. Eine andere Version ist um fünf Strophen der Tellensage gekürzt.
Die ersten 14 Strophen erzählen von der Gründung und vom Wachstum der alten Eidgenossenschaft, der Vertreibung der fremden Vögte, und der Sage von Wilhelm Tell. Die Erzählung beinhaltet Tells Apfelschuss, sein Geständnis, einen zweiten Pfeil für den Vogt bereitgehalten zu haben falls er seinen Sohn erschossen hätte, und seine Flucht, nicht aber die Erschiessung Gesslers.
Strophen 15 bis 23 beschreiben die die Vorzüge der alten Eidgenossenschaft. Strophen 15 und 16 zählen die Acht Orte auf, auf die der Bund bis 1480 angewachsen war – Zürich, Bern, Luzern, Uri, Schwyz, Unterwalden, Glarus und Zug. Strophe 17 fügt Fribourg und Solothurn (beide 1481), Biel (1496), Appenzell (1513), Schaffhausen (1501) sowie St. Gallen (1454) als Neuzugänge der Eidgenossenschaft hinzu. Strophen 19 bis 23 erwähnen Bündnisse der Eidgenossenschaft, die zwischen 1481 und 1529 geschlossen wurden, namentlich mit Siegmund von Österreich (Bündnisse von 1477 und 1511), dem Herzogtum Mailand (1474), dem Herzogtum Lothringen (1476), und den fünf Städten Strassburg, Colmar, Sélestat, Basel und Mülhausen (1529).
Die letzten 12 Strophen erzählen von den Burgunderkriegen.
Das Gedicht beschreibt die Niederlagen von Karl dem Kühnen in der Schlacht von Grandson, in der er «Silber, Gold und Juwelen» verlor, der Schlacht von Murten, in der er 24'000 Soldaten verlor, und schliesslich der Schlacht von Nancy, wo er selbst im Kampf fiel.
Die letzte Strophe ist eine fromme Anrufung Gottes mit der Bitte um zukünftigen Schutz der Eidgenossenschaft und Seelenheil für den Dichter.